# Wilson Peña Molano
Wilson Estiben Peña Molano (Zipaquirá, Cundinamarca, 7 de abril de 1998) es un ciclista profesional colombiano. Desde 2023 corre para el equipo colombiano Team Sistecrédito de categoría Continental.

## Biografía
Se inició en el ciclomontañismo, bajo el patrocinio y apoyo la Fundación Mezuena, entre 2012 y 2016. En esta disciplina llegó a ser campeón nacional y continental en diversas categorías, así como a ocupar posiciones destacadas en los Campeonatos Mundiales. En 2016 viajó a Europa, al Centro Mundial de la UCI, en donde entró a formar parte de su equipo de formación en ciclismo de ruta. Ese mismo año entraría a formar parte del equipo amateur Gs Maltinti Lampadari.
En el 2024 ganó una etapa de la Vuelta a Colombia con llegada al mítico Alto del Sifón.

## Palmarés
2022
- Vuelta al Tolima, más 1 etapa

2024
- 1 etapa de la Vuelta a Colombia
- 1 etapa del Tour de Guadalupe

2025
- Vuelta Bantrab, más 1 etapa

## Equipos
- Polartec-Kometa[2] (2018)
- Team Beltrami Tsa–Hopplà–Petroli Firenze (2019)
- Colombia Tierra de Atletas-GW Bicicletas (2020-2022)
- Team Sistecrédito (2023-)